# Інспектор ВМС
Інспектор військово-морського флоту (нім. Inspekteur der Marine) — командувач військово-морських сил Німеччини сучасних збройних сил Німеччини, Bundeswehr.
Через те, що вищим командуванням ВМС Німеччини займалися різні особи у 2012 році було об'єднані всі ці структури, інспектор перебуває у командуванні ВМС у Ростоку. До об'єднання, інспектор був головою штабу ВМС при Міністерстві оборони, який знаходився у Бонні. Інспектор та його заступник мають звання віце-адмірал (нім. Vizeadmiral).
Інспектор несе відповідальність за підготовку персоналу та матеріалів у німецькому флоті, у зв'язку з цим він звітує безпосередньо перед федеральним міністром оборони. Інспектор очолює командуванням ВМС; однак підпорядковані підрозділи ВМС очолюють їхні голови в командуванні ВМС і не звітують безпосередньо інспектору. Інспектор підпорядковується Генеральному інспектору Бундесверу та є членом Ради оборони для Бундесверу.

## Інспектори
- Віцеадмірал Фрідріх Руге (червень 1956 — серпень 1961)
- Віцеадмірал Карл-Адольф Ценкер (серпень 1961 — вересень 1967)
- Віцеадмірал Герт Єшоннек (жовтень 1937 — вересень 1971)
- Віцеадмірал Гайнц Кюнле (жовтень 1971 — березень 1975)
- Віцеадмірал Гюнтер Лютер (квітень 1975 — березень 1980)
- Віцеадмірал Ансгар Бетге (квітень 1980 — березень 1985)
- Віцеадмірал Дітер Веллерсгофф (квітень 1985 — вересень 1986)
- Віцеадмірал Ганс-Йоахім Манн (жовтень 1986 — вересень 1991)
- Віцеадмірал Гайн-Петер Вейгер (жовтень 1991 — квітень 1995)
- Віцеадмірал Ганс-Рудольф Бемер (квітень 1995 — вересень 1998)
- Віцеадмірал Ганс Люссов (жовтень 1998 — лютий 2003)
- Віцеадмірал Люц Фельдт (березень 2003 — квітень 2006)
- Віцеадмірал Вольфганг Нольтінг (травень 2006 — 28 квітня 2010)
- Віцеадмірал Аксель Шімпф (28 квітня 2010 — 28 жовтня 2014)
- Віцеадмірал Андреас Краузе (28 жовтня 2014 — 24 березня 2021)
- Віцеадмірал Кай-Ахім Шенбах (24 березня 2021 — 22 січня 2022)
- Віцеадмірал Ян Крістіан Как (з 22 березня 2022)